# Louzac-Saint-André
Louzac-Saint-André és un municipi francès situat al departament del Charente i a la regió de la Nova Aquitània. L'any 2007 tenia 996 habitants.

## Demografia

### Població
El 2007 la població de fet de Louzac-Saint-André era de 996 persones. Hi havia 376 famílies de les quals 64 eren unipersonals (36 homes vivint sols i 28 dones vivint soles), 136 parelles sense fills, 152 parelles amb fills i 24 famílies monoparentals amb fills.
La població ha evolucionat segons el següent gràfic:
Habitants censats

### Habitatges
El 2007 hi havia 419 habitatges, 391 eren l'habitatge principal de la família, 5 eren segones residències i 23 estaven desocupats. 409 eren cases i 2 eren apartaments. Dels 391 habitatges principals, 320 estaven ocupats pels seus propietaris, 57 estaven llogats i ocupats pels llogaters i 14 estaven cedits a títol gratuït; 5 tenien una cambra, 8 en tenien dues, 42 en tenien tres, 127 en tenien quatre i 209 en tenien cinc o més. 329 habitatges disposaven pel capbaix d'una plaça de pàrquing. A 134 habitatges hi havia un automòbil i a 237 n'hi havia dos o més.

### Piràmide de població
La piràmide de població per edats i sexe el 2009 era:
| Homes | Edats   | Dones |
| ----- | ------- | ----- |
| 0     | 95 o +  | 0     |
| 0     | 90 a 94 | 0     |
| 0     | 85 a 89 | 12    |
| 4     | 80 a 84 | 8     |
| 16    | 75 a 79 | 4     |
| 28    | 70 a 74 | 28    |
| 36    | 65 a 69 | 28    |
| 4     | 60 a 64 | 32    |
| 8     | 55 a 59 | 4     |
| 44    | 50 a 54 | 40    |
| 52    | 45 a 49 | 60    |
| 40    | 40 a 44 | 36    |
| 52    | 35 a 39 | 40    |
| 32    | 30 a 34 | 44    |
| 28    | 25 a 29 | 4     |
| 12    | 20 a 24 | 12    |
| 16    | 15 a 19 | 60    |
| 36    | 10 a 14 | 40    |
| 24    | 5 a 9   | 20    |
| 36    | 0 a 4   | 16    |

## Economia
El 2007 la població en edat de treballar era de 659 persones, 501 eren actives i 158 eren inactives. De les 501 persones actives 464 estaven ocupades (255 homes i 209 dones) i 37 estaven aturades (12 homes i 25 dones). De les 158 persones inactives 65 estaven jubilades, 43 estaven estudiant i 50 estaven classificades com a «altres inactius».

### Ingressos
El 2009 a Louzac-Saint-André hi havia 412 unitats fiscals que integraven 1.061,5 persones, la mediana anual d'ingressos fiscals per persona era de 18.233 €.

### Activitats econòmiques
Dels 19 establiments que hi havia el 2007, 1 era d'una empresa extractiva, 1 d'una empresa alimentària, 1 d'una empresa de fabricació d'altres productes industrials, 4 d'empreses de construcció, 4 d'empreses de comerç i reparació d'automòbils, 1 d'una empresa de transport, 3 d'empreses d'hostatgeria i restauració, 1 d'una empresa financera, 1 d'una empresa de serveis, 1 d'una entitat de l'administració pública i 1 d'una empresa classificada com a «altres activitats de serveis».
Dels 7 establiments de servei als particulars que hi havia el 2009, 1 era un taller de reparació d'automòbils i de material agrícola, 2 guixaires pintors, 2 fusteries, 1 perruqueria i 1 restaurant.
L'únic establiment comercial que hi havia el 2009 era una botiga de menys de 120 m².
L'any 2000 a Louzac-Saint-André hi havia 16 explotacions agrícoles.

## Equipaments sanitaris i escolars
El 2009 hi havia 1 escola maternal i 1 escola elemental.

## Poblacions més properes
El següent diagrama mostra les poblacions més properes.